# Bessais-le-Fromental
 Bessais-le-Fromental  es una población y comuna francesa, situada en la región de  Centro, departamento de Cher, en el distrito de Saint-Amand-Montrond y cantón de Charenton-du-Cher.

## Demografía
| 535 | 535 | 430 | 405 | 361 | 325 |
| Para los censos de 1962 a 1999 la población legal corresponde a la población sin duplicidades (Fuente: INSEE [Consultar]) |     |     |     |     |     |